# Gli avvoltoi della strada ferrata
Gli avvoltoi della strada ferrata (Rails Into Laramie) è un film del 1954 diretto da Jesse Hibbs.
È un film western statunitense con John Payne, Mari Blanchard e Barton MacLane.

## Produzione
Il film, diretto da Jesse Hibbs su una sceneggiatura di D.D. Beauchamp, Joseph Hoffman e Borden Chase (quest'ultimo non accreditato), fu prodotto da Ted Richmond per la Universal International Pictures e girato negli Universal Studios a Universal City e a Mojave in California. Il titolo di lavorazione fu Fort Laramie.

## Colonna sonora
- Laramie - parole di Frederick Herbert, musica di Arnold Schwarzwald, cantata da Rex Allen

## Distribuzione
Il film fu distribuito con il titolo Rails Into Laramie negli Stati Uniti dal 14 aprile 1954 al cinema dalla Universal International Pictures.
Altre distribuzioni:
- in Svezia il 18 ottobre 1954 (Laramie - staden utan lag)
- in Germania Ovest il 24 novembre 1954 (Aufruhr in Laramie)
- in Austria nel dicembre del 1954 (Aufruhr in Laramie)
- in Francia il 29 aprile 1955 (Seul contre tous)
- in Portogallo il 23 dicembre 1956 (Vida Por Vida)
- in Giappone il 23 luglio 1960
- in Grecia (I mavri symmoria)
- in Spagna (Las vías de la traición)
- in Belgio (Opstand in Laramie e Révolte à Laramie)
- in Italia (Gli avvoltoi della strada ferrata)